# Évreux
Évreux je francouzské město v regionu Normandie, hlavní město departmentu Eure.
V roce 2009 zde žilo 51 193 obyvatel.

## Památky
- Katedrála Panny Marie
- Biskupský palác - nyní muzeum

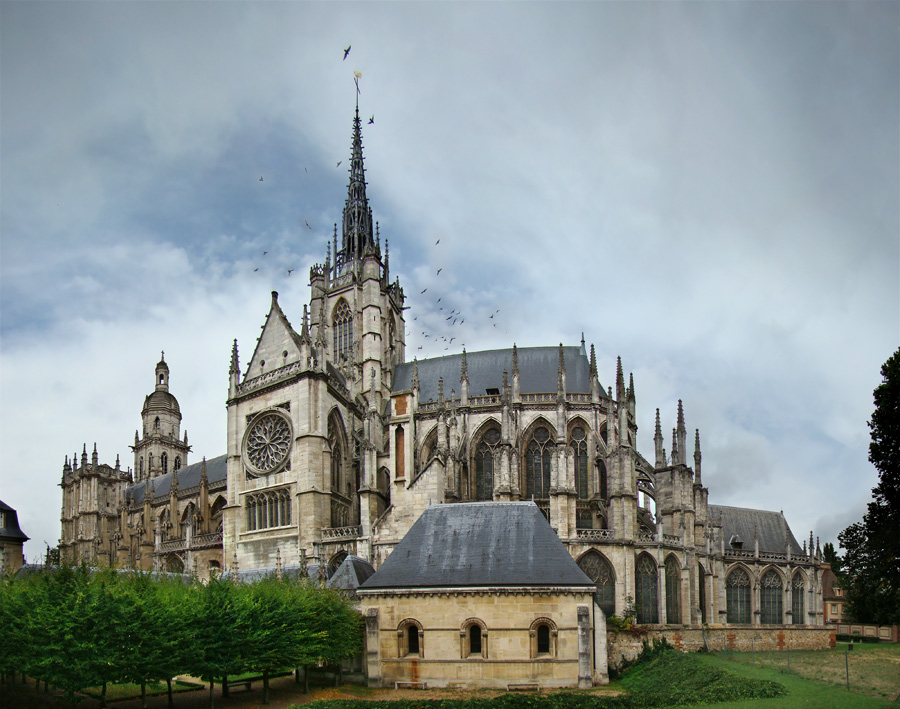
katedrála

- Kostel sv. Taurina - bývalého opatství benediktinů, založen v 11. století, přestavěn v gotickém slohu, vitráže z 15. století, raně gotický stříbrný věžový relikviář sv. Taurina ze 13. století
- Bývalý klášter františkánů (Les Cordeliers)
- Hodinová věž (Tour de l'horologe)
- Radnice
- Městské divadlo

## Osobnosti města
- Karel II. Navarrský (1332–1387), král navarrský
- Léon Walras (1834–1910), ekonom
- Jacques Gaillot (1935–2023), titulární biskup Partenie, v letech 1982 až 1995 biskup Évreux
- Esteban Ocon (1996), současný pilot Formule 1, jezdí s číslem 31 za tým Alpine-Renault

## Partnerská města
- Djougou, Benin, 1989
- Kašira, Rusko, 1994
- Rugby, Spojené království, 1959
- Rüsselsheim, Německo, 1961